# Bobobo-bo Bo-bobo
Bobobo-bo Bo-bobo (яп. ボボボーボ・ボーボボ, Bobobōbo Bōbobo) — комедійна науково-фантастична манґа Йосіо Саваї, що з 2001 по 2007 рік публікувалася компанією Shueisha в журналі Weekly Shonen Jump. Містить велику кількість жартів на специфічні японські теми, сатири та пародій на елементи японської масової культури.
На основі манґи студією Toei Animation було знято аніме-серіал. Він складається з 76 серій, які вперше були показані на японському телебаченні з листопада 2003 року по жовтень 2005 року.

## Сюжет
Дія відбувається у III тисячолітті. Світом править деспотичний імператор Цуру Цуруліна IV, чиї слуги за його наказом голять налисо невинних мешканців, щоб посилити свого імператора за допомогою цього волосся. Хоробрий повстанець Бобобобо Бобобо, власник шикарного афро та послідовник стилю «кулак волосся в носі», вступає в боротьбу з тиранічним режимом.

## Медіа

### Манґа
Комедійна науково-фантастична манґа Йосіо Саваї публікувалася з 2001 по 2007 компанією Shueisha в журналі Weekly Shonen Jump . Пізніше вона була перевидана у вигляді 21 танкобона. Пізніше була випущена манґа-сіквел Shinsetsu Bobobō-bo Bō-bobo (яп. 真説ボボボーボ・ボーボボ, сінсецу бобобо:бо бо:бобо, «Справжня теорія: Бобобобо Бобобо»), що виходила також у Weekly Shōnen Jump з 19 грудня 2005 по 2 липня 2007 року. Була видана у вигляді семи томів.

### Аніме
На основі манґи студією Toei Animation було знято аніме-серіал. Він складається з 76 серій, які вперше були показані на японському телебаченні з листопада 2003 року по жовтень 2005 року.

### Ігри
Компанія Hudson Soft розробила сім ігор на основі Bobobo-bo Bo-bobo. Усі вони виходили лише в Японії. Чотири були випущені для Game Boy Advance, дві на PlayStation 2 і одна на GameCube. Разом з персонажами з інших серій Weekly Shonen Jump герої також з'являлися у файтингах Jump Superstars та Jump Ultimate Stars на Nintendo DS, та J-Stars Victory VS на PlayStation 3 та PlayStation Vita.

## Сприйняття
Манґа є пародією на інші твори про бойові мистецтва, зокрема інші серії Weekly Shōnen Jump. Наприклад, в одній із сюжетних ліній персонажам, щоб урятувати головну героїню від облисіння, треба піднятися на верх п'ятиповерхової вежі; Наступні сцени можна вважати відсиланням до «Гри смерті» Брюса Лі, хоча повний абсурд ідеї битви з облисінням за допомогою сили волосся на тілі заважає цьому.
В енциклопедії Manga: The Complete Guide манґа описується, як комедія абсурду, майже повністю позбавлена сюжету з деякими відмінними цинічними репліками серед усіх бійок. У посібнику The Anime Encyclopedia написали, що Bobobo-bo Bo-bobo — це історія про «футуристичні бойові мистецтва Кулака Полярної зорі або Dragon Ball, висміяні в сюрреалістичному стилі Excel Saga, заповнена вщент абсурдними каламбурами та сатиричними коментарями».
Іноземним читачам часто складно відрізнити неперекладну гру слів, посилання на японську культуру і просто випадкові репліки.